# Aidan Morris
Aidan Morris (Fort Lauderdale, 2001. november 16. –) amerikai válogatott labdarúgó, az angol Middlesbrough középpályása.

## Pályafutása

### Klubcsapatokban
Morris az floridai Fort Lauderdale városában született. Az ifjúsági pályafutását a Weston csapatában kezdte, majd a Columbus Crew akadémiájánál folytatta.
2020-ban mutatkozott be a Columbus Crew első osztályban szereplő felnőtt keretében. Először a 2020. július 12-ei, Cincinnati ellen 4–0-ra megnyert mérkőzés 76. percében, Darlington Nagbe cseréjeként lépett pályára. A 2020-as szezonban megszerezték a bajnoki címet. Első gólját 2023. március 26-án, az Atlanta United ellen hazai pályán 6–1-es győzelemmel zárult találkozón szerezte meg.
2024. július 1-jén az angol másodosztályban érdekelt Middlesbrough szerződtette.

### A válogatottban
Morris az U16-os, U18-as, az U20-as és az U23-as korosztályú válogatottakban is képviselte Amerikát.
2023-ban debütált a felnőtt válogatottban. Először a 2023. január 26-ai, Szerbia ellen 2–1-re elvesztett mérkőzésen lépett pályára.

## Statisztikák
2024. augusztus 10. szerint
| Klub          | Szezon   | Osztály      | Bajnokság | Bajnokság | Kupa  | Kupa | Nemzetközi | Nemzetközi | Összesen | Összesen |
| Klub          | Szezon   | Osztály      | Meccs     | Gól       | Meccs | Gól  | Meccs      | Gól        | Meccs    | Gól      |
| ------------- | -------- | ------------ | --------- | --------- | ----- | ---- | ---------- | ---------- | -------- | -------- |
| Columbus Crew | 2020     | MLS          | 11        | 0         | 0     | 0    | —          | —          | 11       | 0        |
| Columbus Crew | 2021     | MLS          | 0         | 0         | 0     | 0    | 2          | 0          | 2        | 0        |
| Columbus Crew | 2022     | MLS          | 27        | 0         | 1     | 0    | —          | —          | 28       | 0        |
| Columbus Crew | 2023     | MLS          | 36        | 4         | 2     | 0    | 3          | 0          | 41       | 4        |
| Columbus Crew | 2024     | MLS          | 16        | 2         | 0     | 0    | 6          | 1          | 22       | 3        |
| Middlesbrough | 2023–24  | Championship | 1         | 0         | 0     | 0    | —          | —          | 1        | 0        |
| Összesen      | Összesen | Összesen     | 91        | 6         | 3     | 0    | 11         | 1          | 105      | 7        |

### A válogatottban
| Válogatott       | Év       | Pályára lépés | Gól |
| ---------------- | -------- | ------------- | --- |
| Egyesült Államok | 2023     | 4             | 0   |
| Egyesült Államok | 2024     | 5             | 0   |
| Összesen         | Összesen | 9             | 0   |

## Sikerei, díjai
Columbus Crew
- MLS
  - Bajnok (2): 2020, 2023

- Campeones Cup
  - Győztes (1): 2021

- CONCACAF-bajnokok ligája
  - Döntős (1): 2024

Egyéni
- MLS All-Stars: 2023